# Polia heinrichi
Polia heinrichi là một loài bướm đêm trong họ Noctuidae.